# Emilio de la Cerda Gariot
Emilio de la Cerda Gariot (Seo de Urgel, 1841-Barcelona, 1924) fue un periodista, poeta, novelista, dramaturgo y dibujante español.

## Biografía
Nació en 1841 en la localidad leridana de la Seo de Urgel. Descrito como un «malagueño de adopción», Emilio de la Cerda, que escribió para el teatro además de cultivar la novela y la poesía, también fue dibujante.
Como periodista dirigió El Avisador Malagueño, La Luz, El Grito de la Revolución, El País de la Olla, La Semana Ilustrada, El Mundo Femenino, La Novela Ilustrada y El Espejo Nacional. Fue además redactor de El Teatro, El Correo de Andalucía (Málaga), La Discusión (Madrid), El Cronista (Madrid), La Iberia, El Diario de Málaga, El Tiempo (Madrid) y Barcelona Cómica. Fue premiado en certámenes como el del Liceo de Málaga (1875) y el de Córdoba (1872), por su poesía «La batalla de Munda».Hacia finales del siglo XIX se instaló en Barcelona.
Si bien en la Enciclopedia universal ilustrada europeo-americana se dice que «vivió en el último tercio del siglo xix», otras fuentes indican que falleció en 1923. Murió en Barcelona hacia el 31 de enero de 1924.
Entre sus obras se encontraron títulos como Notas de mi lira (poesías, 1876), El último día de Numancia (drama lírico en un acto), Un drama al pie del Vesubio (drama, 1865), La hora de la paz (loa, 1876), Tipos andaluces (1890), Ensayos poéticas (1868), Un recuerdo a Torrijos (loa, 1875), Guía de Málaga y su provincia (1866), El secreto de Ernestina (novela), Esposo, amante y marido (novela), El extraviado (novela) y Dos enteros y un quebrado.